# Polytrichum verrucosum
Polytrichum verrucosum là một loài rêu trong họ Polytrichaceae. Loài này được Paris mô tả khoa học đầu tiên năm 1898.
Danh pháp khoa học của loài này chưa được làm sáng tỏ. 